# Custozzai osszárium
A custozzai osszárium (olaszul: Ossario di Custoza) emlékmű és csontmúzeum az észak-olaszországi Custozzában, Verona megyében. Az építmény a település északi felében található.
Custoza község (történelmi munkákban Custozza) Veronától 18 km-re délnyugatra fekszik, Veneto tartomány nyugati peremén, közvetlenül Lombardia határánál, a Mincio határfolyótól kb. 5 km-re keletre. Jelenleg közigazgatásilag Sommacampagna városhoz tartozik.
Stratégiai fekvésénél fogva a város a risorgimento harcai idején két alkalommal is véres fegyveres összecsapás helyszínévé vált. Az 1848–49-es forradalmi háborúk során, 1848. július 24-én az első custozzai csatában Károly Albert szárd–piemonti király csapatai szenvedtek vereséget az osztrák Josef Radetzky marsall császári seregétől. 18 évvel később, a porosz–osztrák–olasz háború során, 1866. június 24-én, a második custozzai csatában pedig Károly Albert fiának, II. Viktor Emánuel olasz királynak erői maradtak alul Albert főherceg császári hadseregével szemben.
Az utóbbi, 1866-os ütközetben mintegy 200 000 katona vett részt, többségében az olasz oldalon (itt mintegy 120 000 fő harcolt). A veszteségek tekintetében is az olaszoknak jutott a vezető szerep, hiszen közel 8000 halott, eltűnt és sebesült katonájukkal szemben az osztrákok vesztesége „csupán” a 6000 főt közelítette.

Az osszárium belülről

Az áldozatok nagy száma és a múlttal való közös megbékülés vágya egyaránt indokolttá tette egy méltó emlékhely létrehozását. A szándékot tett követte, és 1879-re elkészült az a mauzóleum-emlékmű, amely a térségben elesett olasz és császári (köztük számos magyar, horvát és a Habsburg Birodalom más nemzetiségeiből való) katonáknak állított emléket.
Az építmény alsó része a csontok befogadására és bemutatására szolgáló osszárium, felső része pedig egy ég felé nyúló obeliszk. A két épületrész között, a homlokzaton az alábbi felirat olvasható:
„PACE AI FORTI CADUTI SU QUESTI CAMPI NELLE BATTAGLIE DEL 25 LUGLIO 1848 E 24 GIUGNO 1866. ITALIA 24 GIUGNO 1879”.
A belső térben emberi csontok sokasága tárul fel, mértani elrendezésben. A falak menti polcokon koponyák sorakoznak, itt-ott golyó ütötte nyomokkal. Másutt csonthalmok, üvegkoporsókkal. A koporsókban a csontok mellett hadi kitüntetések. A falon egy helyütt Verona címere.
Custozzától 24 km-re nyugatra fekszik Solferino, amelynek térsége az 1859-es szárd–francia–osztrák háború idején vált véres katonai összecsapás színhelyévé. Az itt elesettek és áldozatok tömegének földi maradványait itt is osszáriumba gyűjtötte az utókor.